# Hiquem Mam Coz

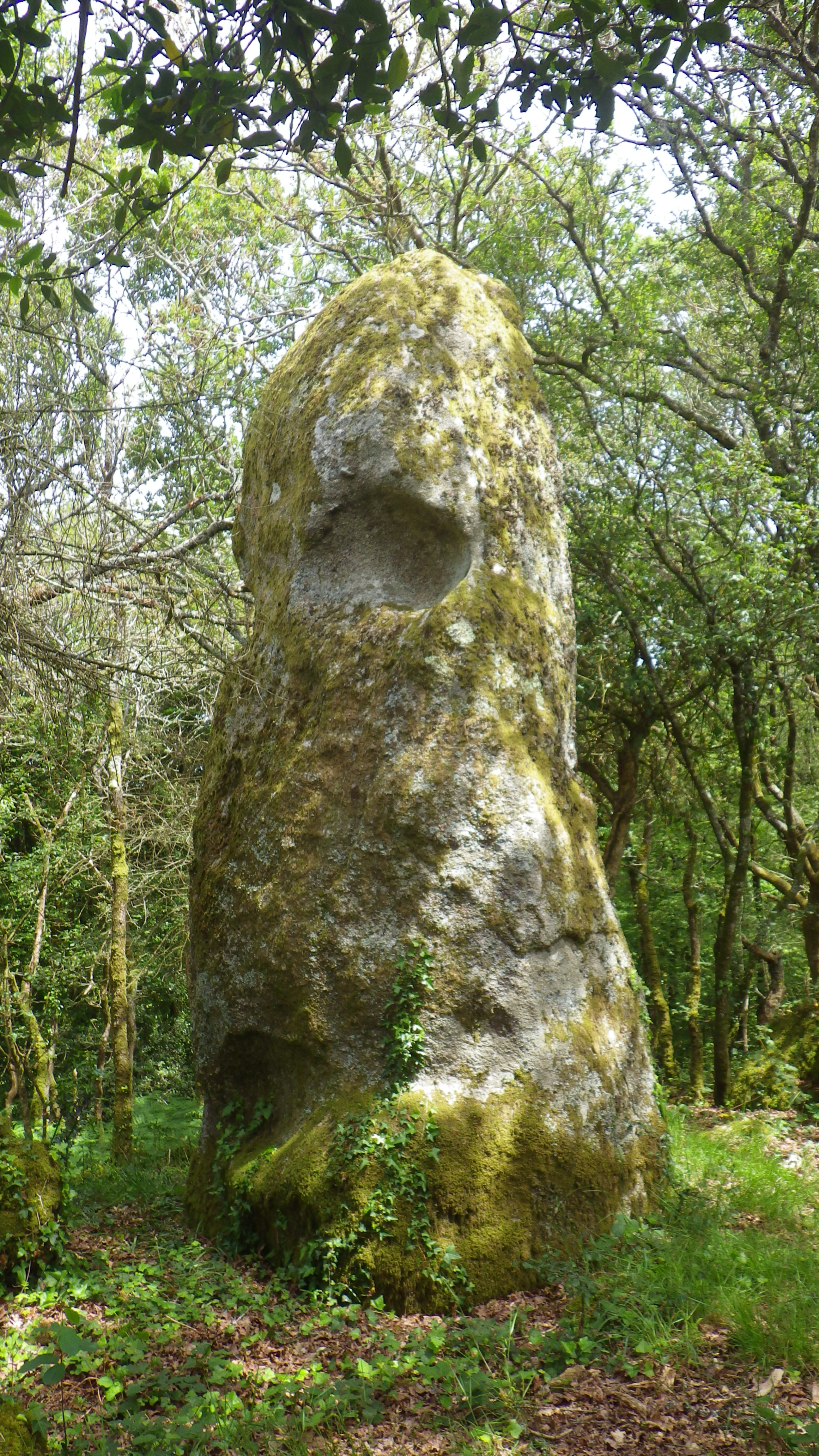

Der etwa 3,5 m hohe, 2,0 m breite und 1,5 m dicke Menhir Hiquem Mam Coz (deutsch „Spinnrocken der Großen Mutter“; auch Menhir de Cosquer Ven oder La Quenouille du Diable genannt) steht auf einem kleinen Hügel in einem Wald nördlich des Hofes Cosquer Ven, in Elliant bei Quimper im Département Finistère in der Bretagne in Frankreich.
Der Menhir ist seit 1969 als Monument historique geschützt.